# Geusenweg

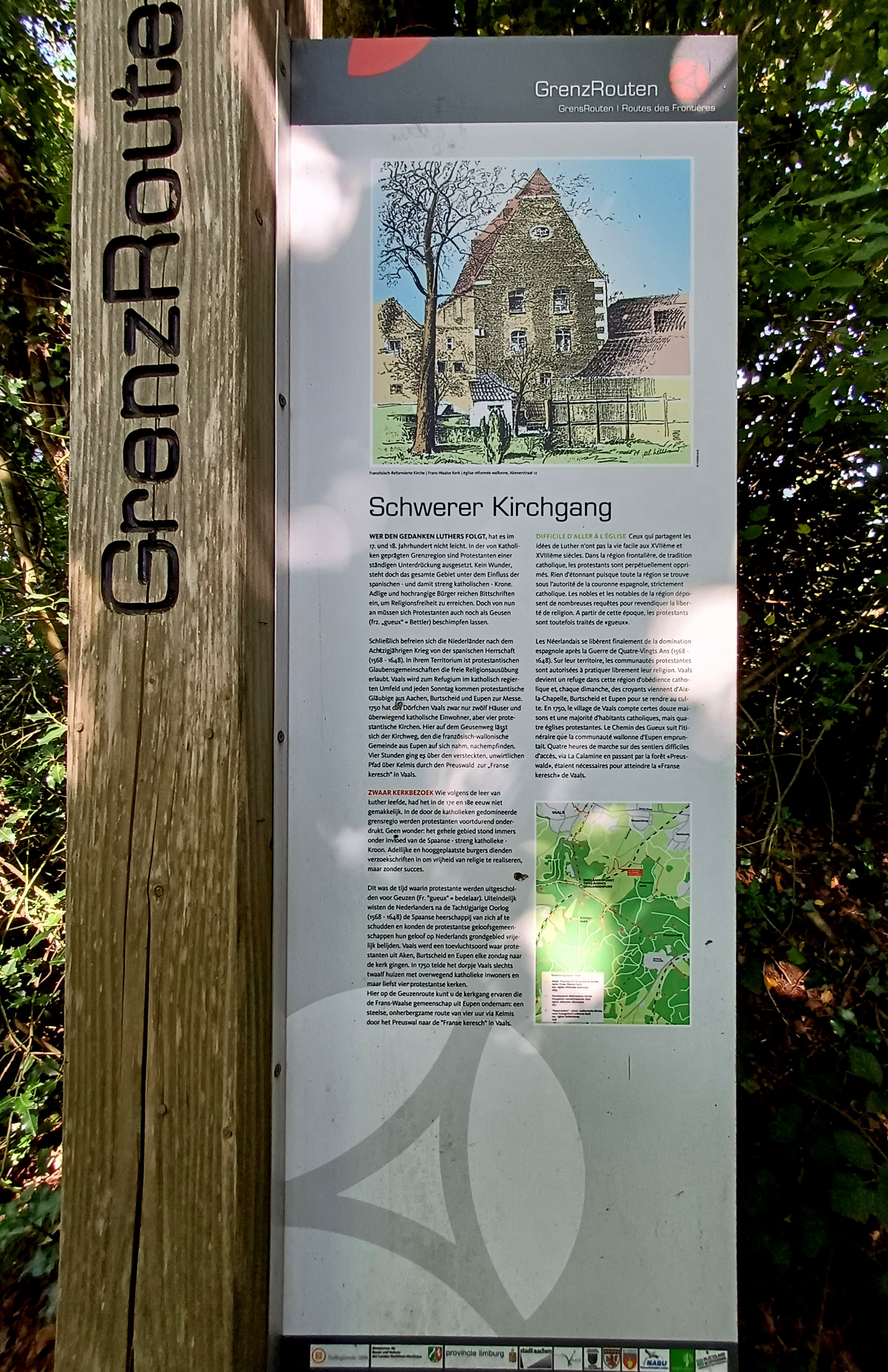
Infotafel mit dem Bild der Waalse Kerk

Der Geusenweg ist ein historischer Hohlweg im belgisch-niederländisch-deutschen Grenzgebiet bei Aachen. Er ist ein etwa 1,7 Kilometer langer Teil eines alten Kirchweges von Eupen nach Vaals, der von den so genannten „Geusen“ ab dem 17. bis zum Ende des 18. Jahrhunderts genutzt wurde. Dabei wurde der Name „Geusen“ (frz. „Gueux“ = Bettler) sowohl als abwertende Bezeichnung für protestantische Glaubensverfolgte während der Zeit der Religionsunruhen als auch für niederländische Freiheitskämpfer während des Achtzigjährigen Kriegs genutzt. 

## Geschichte
Vor allem unter der Herrschaft der Spanischen Niederlande wurden die in Eupen lebenden französisch-wallonischen Bekenner des calvinistischen Reformators Franciscus Junius in der Ausübung ihrer Religion unterdrückt und teilweise mit der Reichsacht belegt. Daraufhin hielten sie ihre Gottesdienste in der im Jahr 1660 eingeweihten Waalse Kerk/Wallonischen Kirche in Vaals ab, wo Religionsfreiheit herrschte. Dazu mussten sie die Strapazen eines rund vierstündigen Fußmarsches auf einem oft schmalen und unwegsamen Pfad, über Lontzen, Kelmis und Vaalserquartier auf sich nehmen, der oft abseits der üblichen Verkehrswege entlangführte. Ab dem so genannten „Königswald“ und dem dortigen Übergang am Aachener Landgraben zum Aachener Reich im Südwesten der Freien Reichsstadt Aachen unterhalb des Vaalserberges bis hin zum Wehrturm „Am Beeck“ an der Ecke Gemmenicher Weg/Dreiländerweg erhielt der dortige Hohlweg, den die Protestanten zu jener Zeit benutzten, später den Namen „Geusenweg“.
Darüber hinaus zweigt von diesem Geusenweg wenige hundert Meter vor dem Türmchen Beeck ein weiterer kurzer und schmaler Hohlweg hinunter zum „Gut Reinartzkehl“ (= „Kuhle“ oder „Senke“ des Reinartz) ab, der wie auch der Geusenweg selbst nach dem Zweiten Weltkrieg zwischen 1945 und 1953 als Schmugglerpfad im Rahmen der Aachener Kaffeefront diente und deshalb im Volksmund als „Kaffeegasse“ bezeichnet wird.
Heutzutage ist der Geusenweg als Teil der „Grenzroute Nr. 4“ ein beliebter Wanderweg im Aachener Wald, der den Charakter eines schmalen und dicht bewachsenen heckenumsäumten Hohlweges beibehalten hat, der jedoch für Radfahrer aller Art aus Sicherheitsgründen nicht zugelassen ist. Prägend sind dabei die randständig gewachsenen gedrungenen und kräftigen Bäume, die durch ihr imposantes Wurzelwerk die Aufmerksamkeit auf sich ziehen. Nach dem Passieren der „Maladenwiese“ an der heutigen Grenze zu Belgien, auf der einst der Überlieferung nach die Leprakranken bettelnd mit ihrer Rassel weit vor den Toren der Stadt weilten und keinen Einlass bekamen, quert der weitere Wegverlauf wenige hundert Meter später am „Roten Kreuz“ den Jakobsweg von Aachen zur Wallfahrtsstätte Moresnet-Chapelle, der seit etwa 1797 als gekennzeichneter Pilgerweg regelmäßig genutzt wird. 

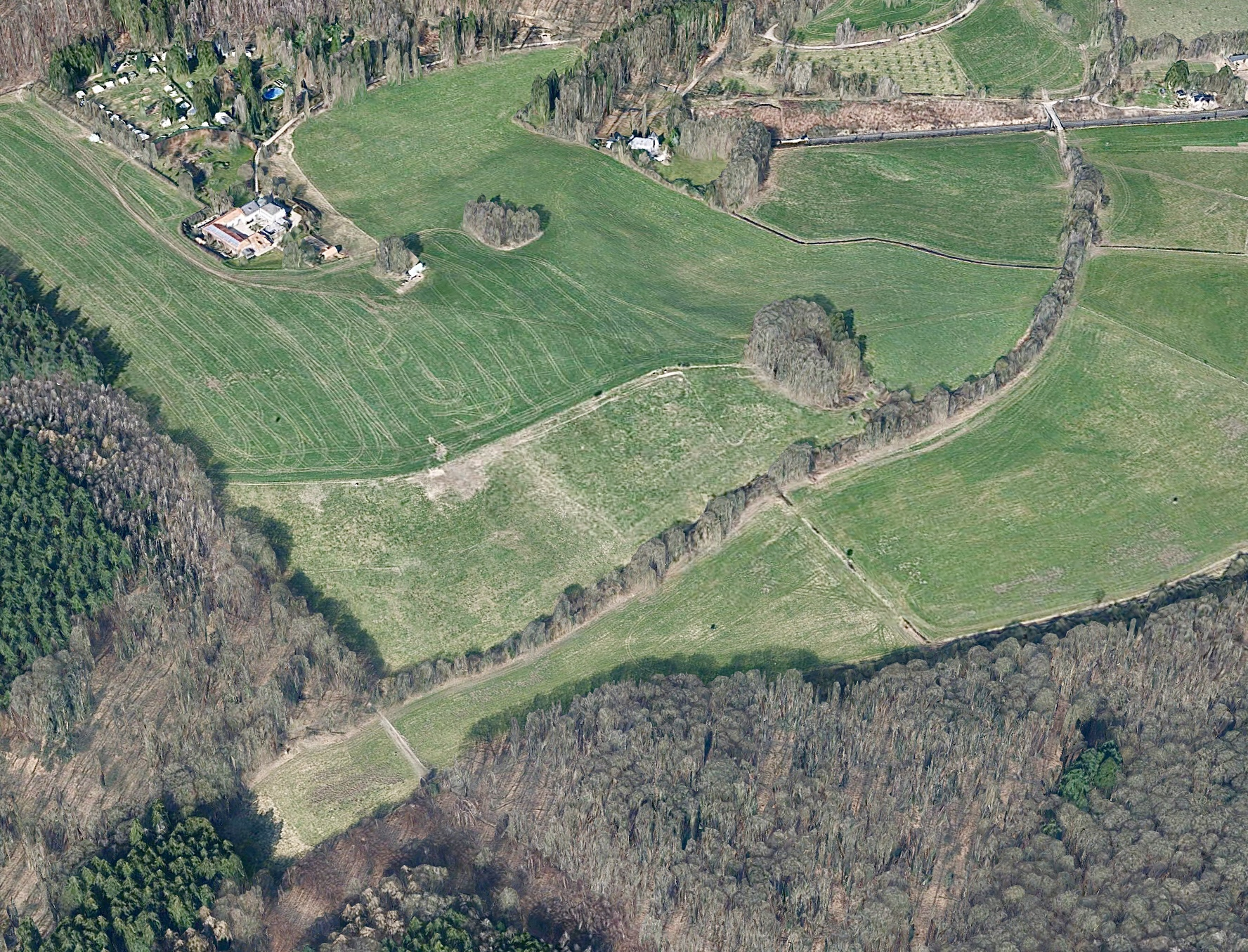
Luftbild Geusenweg mit Maladenwiese unten links
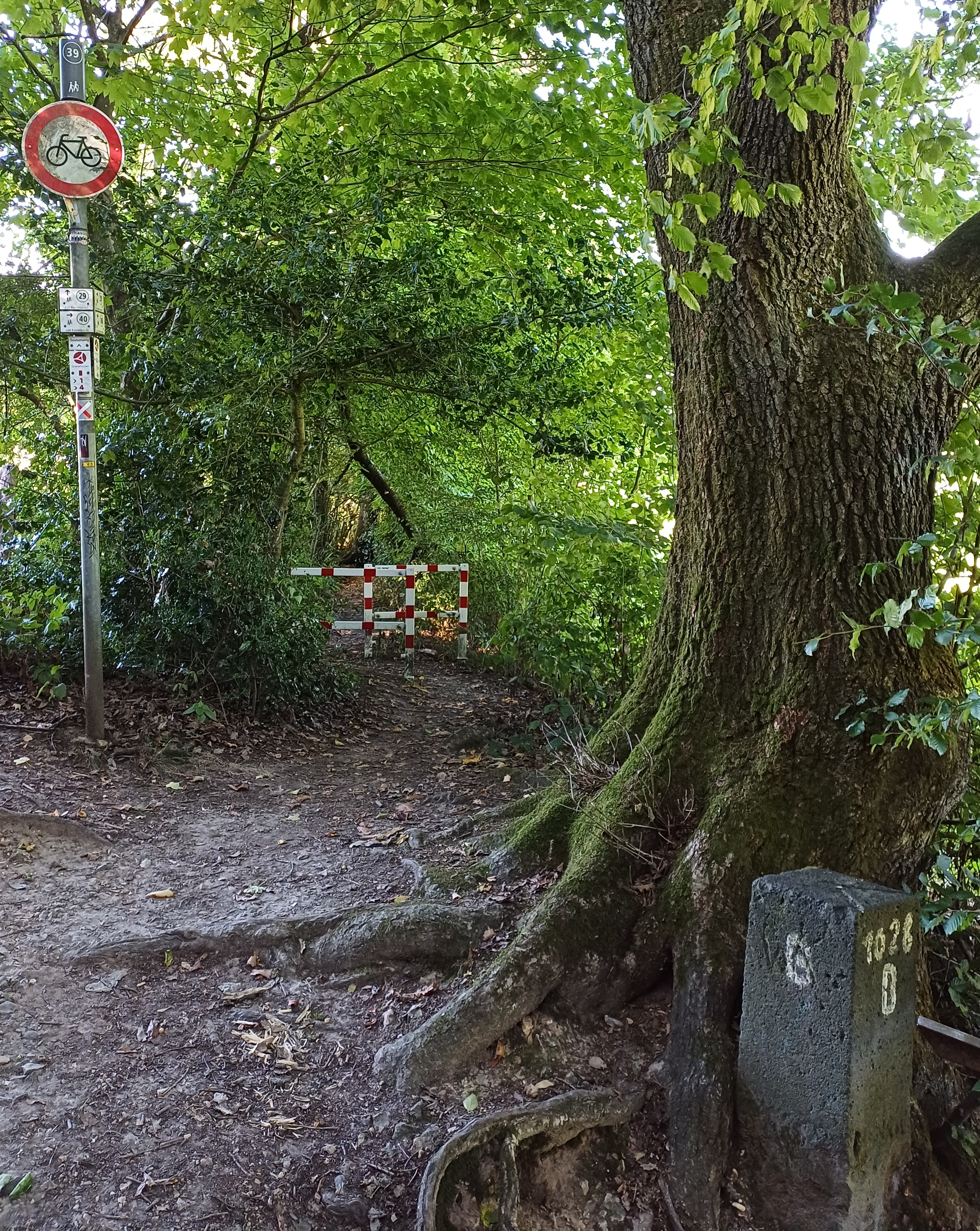
Einstieg am Grenzübergang
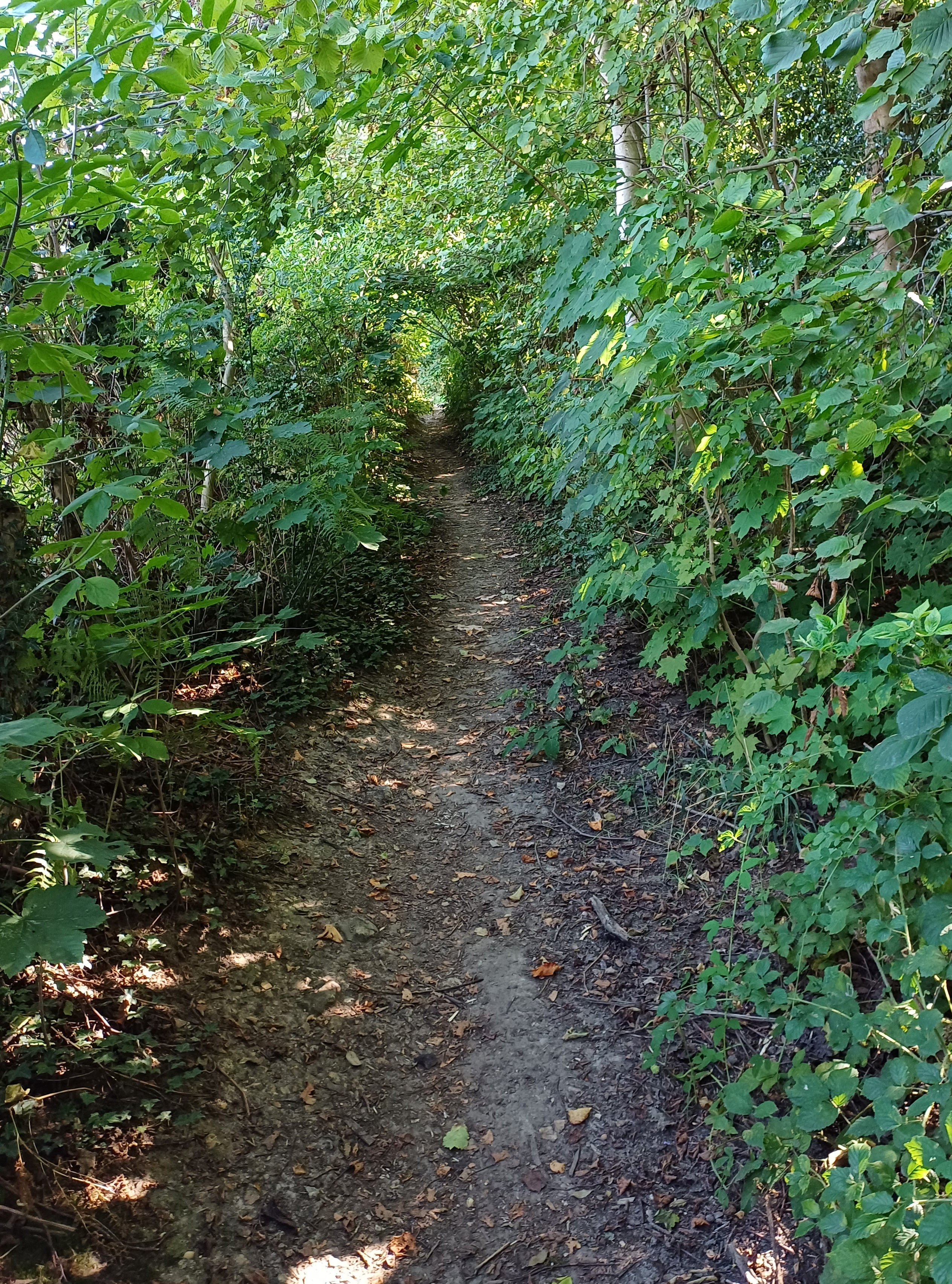
Wegverlauf
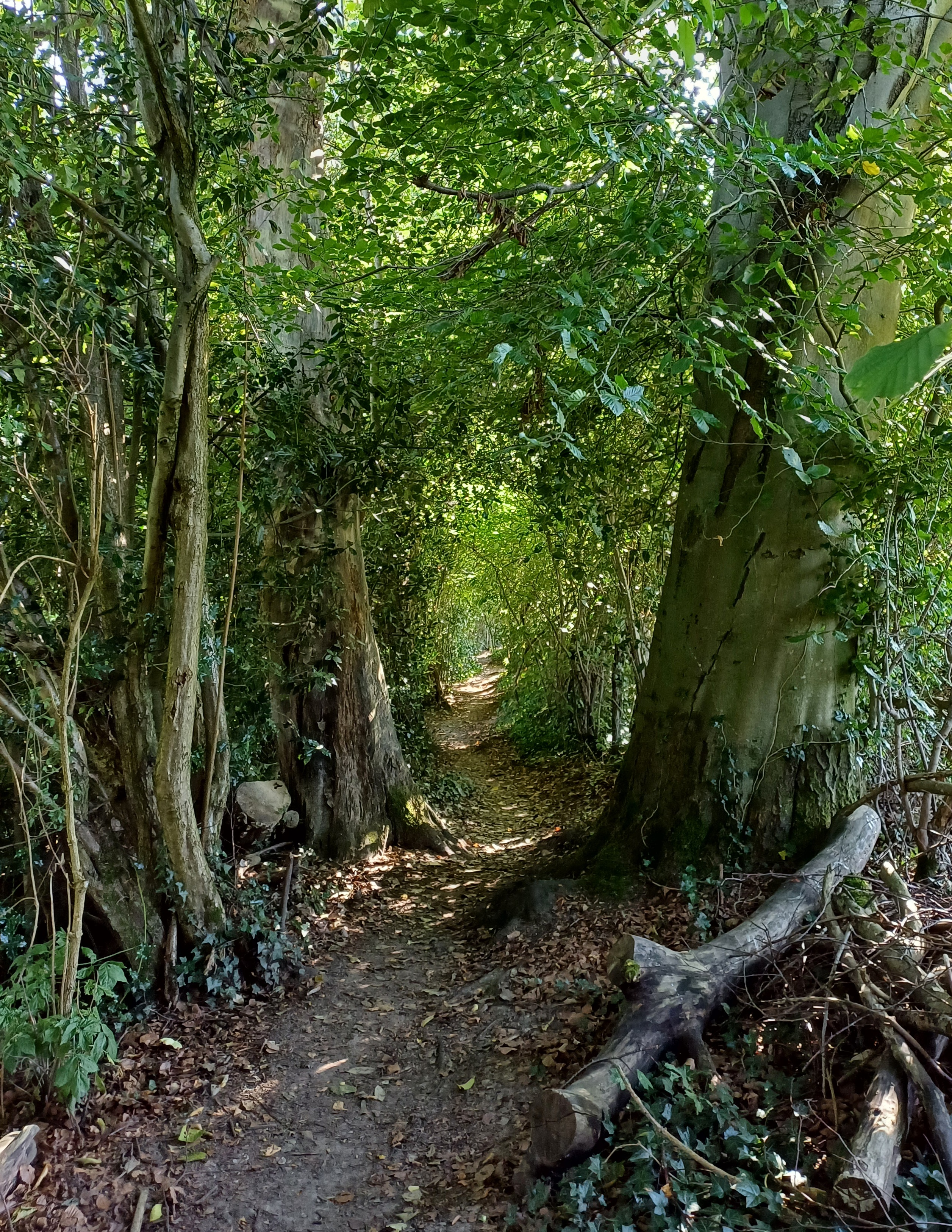
Wegverlauf
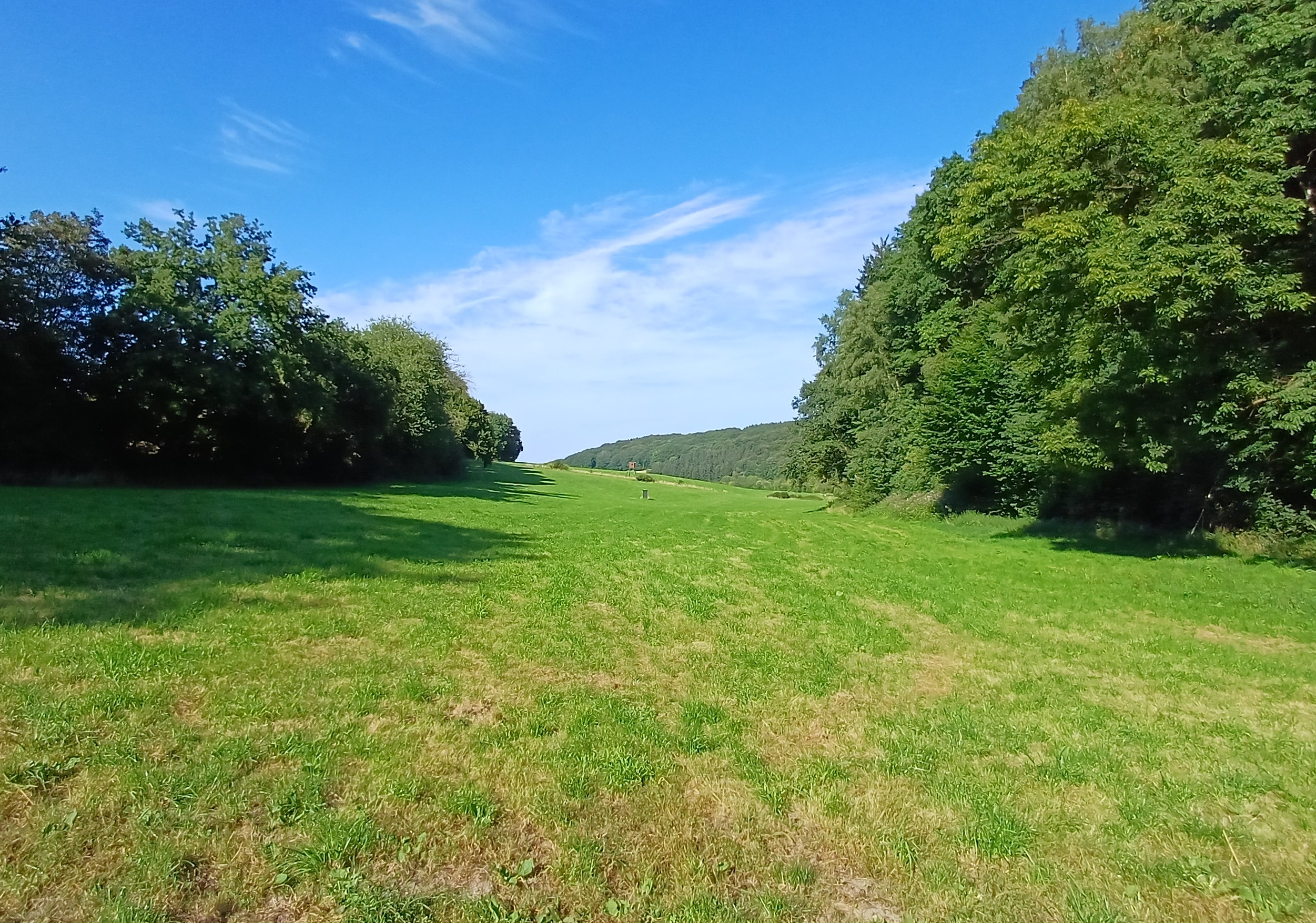
Maladenwiese, links Geusenweg im Heckenverlauf
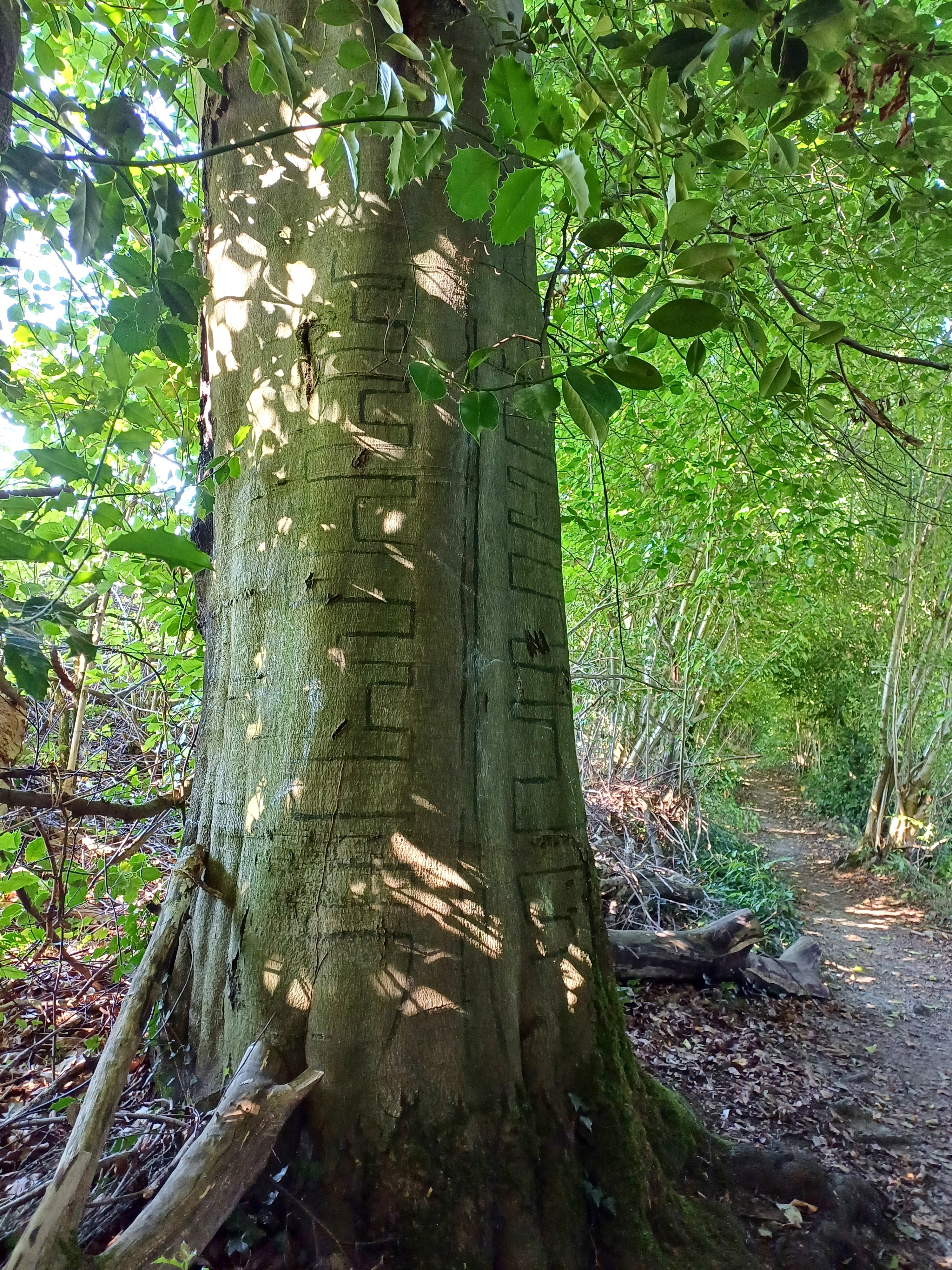
Ritzzeichen am Baum
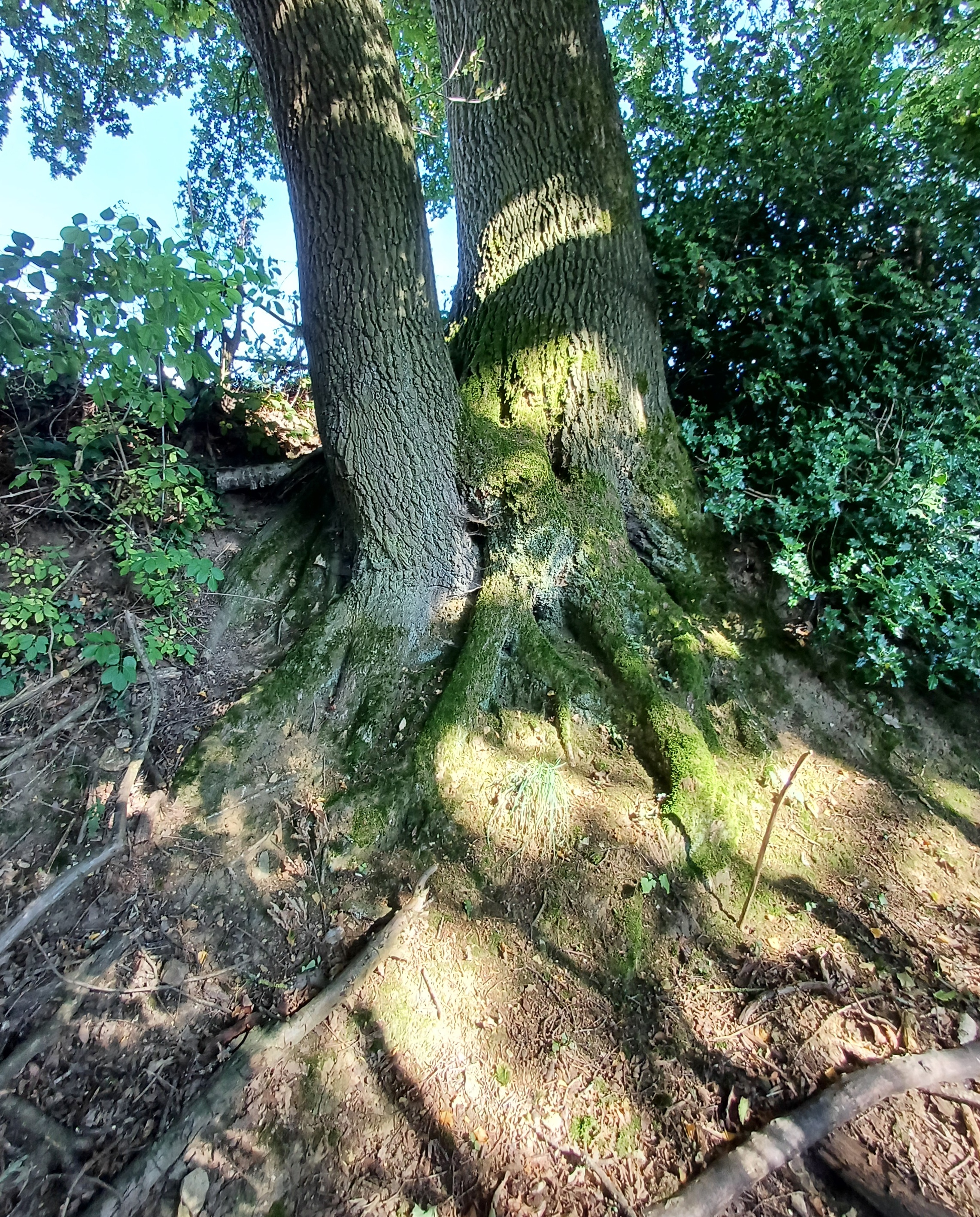
Wurzelwerk
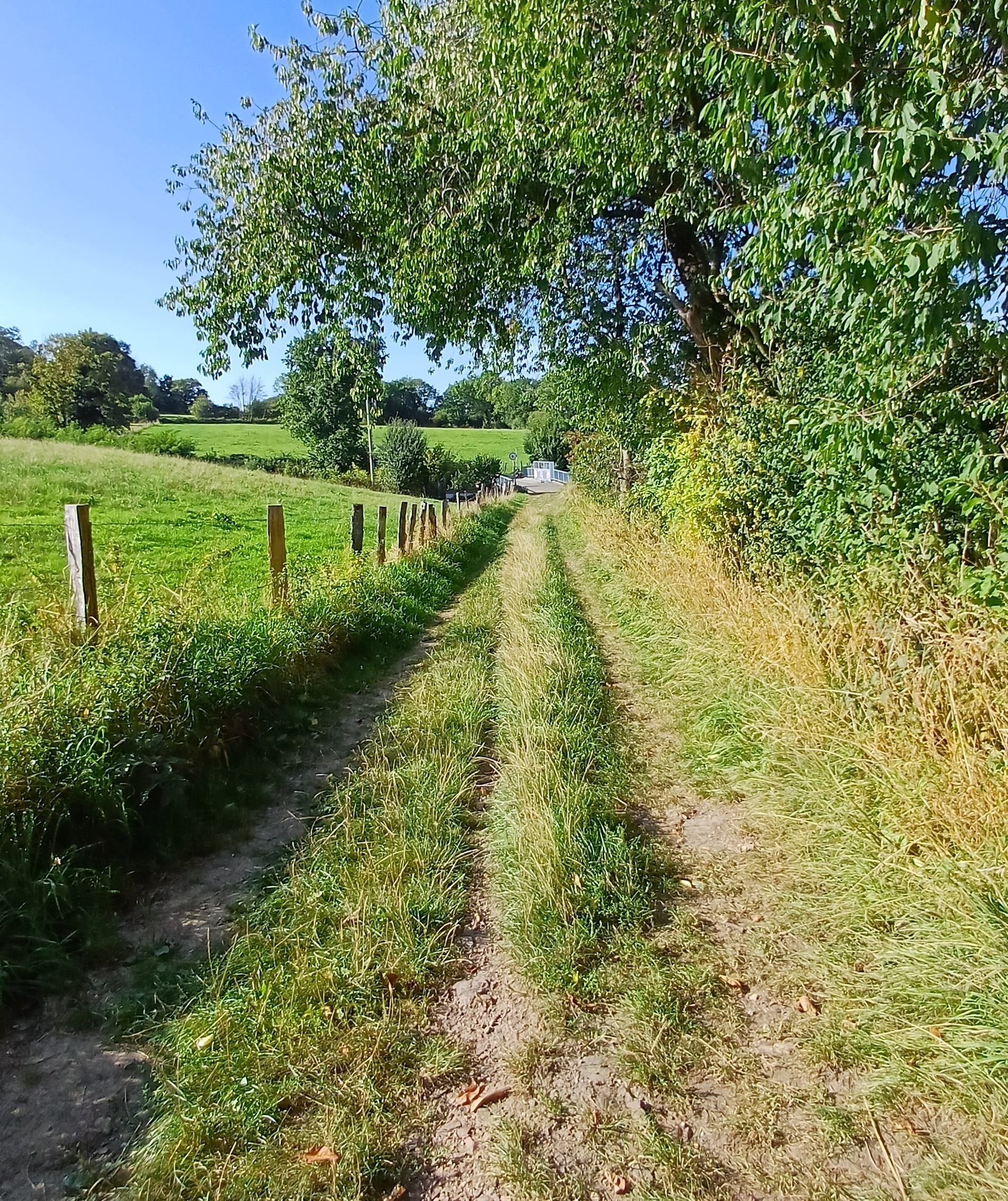
Wiesenabschnitt vor heutigem Bahnübergang (Hintergrund)